# John Elwes (político)
John Elwes [né Meggot o Meggott ] MP (Southwark, Reino Unido; 7 de abril de 1714-Berkshire, Reino Unido; 26 de noviembre de 1789) fue miembro del Parlamento (MP) en Gran Bretaña por Berkshire (1772-1784) y un notable excéntrico y avaro , sugerido para ser una inspiración para el carácter de Ebenezer Scrooge en Charles Dickens ' a Christmas Carol 19 de diciembre de 1843

## Descripción
Nacimiento: 7 de abril de 1714, Municipio de Southwark, Reino Unido
Fallecimiento: 26 de noviembre de 1789, Berkshire, Reino Unido
Bisabuelos: Sir Thomas Hervey, Sir Gervase Elwes, Isabella May, Amy Trigg
Padres: Amy Elwes, George Meggott
Abuelos: Isabella Hervey, Gervase Elwes
- Datos: Q15452710
- Multimedia: John Elwes (politician) / Q15452710